# Melastoma polyanthum
Melastoma polyanthum là một loài cây bụi, thuộc chi Mua họ thực vật Melastomataceae. Nó phân bố rộng khắp Đông Nam Á đến Úc, nơi chúng sinh sống chủ yếu gần bờ biển phía bắc và phía đông của đất nước. Quả của nó có thể ăn được mặc dù nhuộm miệng đen, và lá và nhựa cây được sử dụng trong thảo dược. 
Melastoma polyanthum được tìm thấy ở Đông Nam Á bao gồm Việt Nam Borneo, Papua New Guinea, New Hebrides, và Australia.